# زمین‌لرزه ۱۹۴۵ بلوچستان
زمین‌لرزه بلوچستان  در تاریخ ۲۷ نوامبر ۱۹۴۵ میلادی، برابر با ‎۶ آذر ۱۳۲۴، ساعت ۲۱:۵۶:۵۰ به زمان یوتی‌سی در پاکستان ، منطقه بلوچستان رخ داد. بزرگی آن ۸ در مقیاس Mw اعلام شده‌است. زمین‌لرزه به وقت محلی در روز چهارشنبه، ساعت ۱ روی داده و منطقه زمانی آن یوتی‌سی +۴ بوده‌است .
سازمان زمین‌شناسی آمریکا نیز جای این زمین‌لرزه را در مختصات ۲۴°۱۲′شمالی ۶۲°۳۶′شرقی / ۲۴٫۲°شمالی ۶۲٫۶°شرقی و بزرگی آنرا برابر با ۸٫۳ در مقیاس ریشتر اعلام کرده‌است. ژرفای گزارش شده از سوی این سازمان ۲۵ کیلومتر می‌باشد.
زلزله بیش از ۴۰۰۰ کشته داشته است. سونامی نیز در این زلزله گزارش شده‌است.